# Ritratto di Alessandro Manzoni
Il Ritratto di Alessandro Manzoni è un dipinto a olio su tela (120×92,5 cm) del pittore italiano Francesco Hayez, realizzato nel 1841 e conservato alla Pinacoteca di Brera.

## Storia
Hayez ricevette la commissione del dipinto nel 1840 dalla seconda moglie di Manzoni, la contessa Teresa Borri Stampa, e da suo figlio, Stefano. Dopo quindici sedute di posa, il pittore portò a compimento l'opera, il 26 giugno 1841, e la fece iniziare da un tal Ceruti: si tratta probabilmente di Francesco, docente di prospettiva all'Accademia di Brera e suo intimo amico. Fu il 21 ottobre che il ritratto poté essere appeso tra l'entusiasmo generale:
(Teresa Borri Stampa)
Il dipinto, in effetti, conobbe uno sfolgorante successo, sia all'interno della cerchia famigliare del Manzoni che fuori: lo stesso Hayez, consapevole del buon esito della sua tela, era solito accompagnare «illustri personaggi a vedere il suo ritratto del Manzoni». Tra gli ammiratori più ardenti vi erano il numismatico Gaetano Cattaneo, che lodò la scelta di Hayez di collocare il Manzoni «in una posizione naturale e sua abituale», e Francesco Gonin, il quale a detta di Teresa rimase «in ammirazione stupenda del [...] ritratto d'Alessandro d'Hayez». Il critico d'arte Fernando Mazzocca lo ha ritenuto il «vertice più alto dell'iconografia manzoniana» in virtù della perizia dell'Hayez di aver saputo interpretare il «carattere, insieme pacato e inquieto, dell'effigiato, una pittura essenziale, raffinatissima, funzionale a esprimere le più intime e sfuggenti variazioni dei moti dell'animo».

## Descrizione
Manzoni era già stato ritratto nel 1831 da Giuseppe Molteni. In quel dipinto Manzoni era in piedi e reggeva nella mano sinistra una copia della sua opera principale, I promessi sposi: il suo atteggiamento è ispirato, e sullo sfondo si scorgono Lecco e il lago di Como, le due località dove hanno luogo le vicende di Renzo e Lucia narrate nel suo romanzo.
Hayez, invece, spogliò il suo ritratto di tutti gli elementi decorativi, su esplicito desiderio di Teresa Borri Stampa che volle tramandare l'aspetto quotidiano di Manzoni, sottraendolo a una rappresentazione pubblica da «letterato ispirato». Manzoni, infatti, è seduto e rivolto verso sinistra, con le gambe accavallate, e denota un atteggiamento sereno, pensoso, quasi assente. Era volontà di Hayez conferire al letterato l'aspetto di un uomo che pur inseguendo i propri pensieri rimane sostanzialmente pacato e rilassato: quest'atmosfera è suggerita dalla testa leggermente reclinata in avanti, dalle labbra sottili e chiuse in un sorriso accennato, dal naso lungo e regolare e dalla rigida separazione tra il marrone dei pantaloni, il nero della giacca e i toni rosacei degli incarnati. Nella mano sinistra non regge I promessi sposi, bensì una comune tabacchiera: si tratta di una scelta iconografica dettata da Teresa che pure contribuì a ricondurre l'immagine di Manzoni in un ambito famigliare.
Lo sfondo, come abbiamo già accennato, non presenta ricche scenografie, bensì è monocromo ed animato da una vibrazione luminosa che si fa più intensa avvicinandosi verso il centro. Con quest'espediente pittorico Manzoni sembra esser circondato da una sorta di aura che lo colloca in una dimensione senza tempo.